# سازمان اطلاعات امنیت کانادا
سازمان اطلاعات امنیت کانادا با سرواژه سی‌سیس (به انگلیسی: Canadian Security Intelligence Service-Csis) اصلی‌ترین سازمان اطلاعاتی و امنیت کشور کانادا است. نام دیگر این سازمان به زبان فرانسوی (به فرانسوی: Service canadien du renseignement de sécurité, SCRS) با سرواژه اس‌سه‌اِراس است و مسئولیت گردآوری و آنالیز اطلاعات و راهبرد عملیات‌های مرتبط با امنیت ملی کشور کانادا و حومه آن را به‌عهده دارد. ستاد این سازمان از سال ۱۹۹۵ در اتاوا است.

## تاریخچه
این سازمان در ۲۱ ژوئن ۱۹۸۴ با تصویب مجلس کانادا و زیر نظر وزیر امنیت عمومی و آمادگی اجتماعی و دادگاه فدرال و کمیته بازبینی اطلاعات و امنیت آغاز بکار کرد.